# Comuna Novoukraiinka, Razdelna
Novoukraiinka (în ucraineană Новоукраїнка) este o comună în raionul Razdelna, regiunea Odesa, Ucraina, formată din satele Kapaklieve, Novoukraiinka (reședința) și Petro-Ievdokiivka.

## Demografie
Componența lingvistică a comunei Novoukraiinka
     Ucraineană (89,63%)
     Rusă (6,62%)
     Română (1,99%)
     Alte limbi (0,56%)
Conform recensământului din 2001, majoritatea populației comunei Novoukraiinka era vorbitoare de ucraineană (89,63%), existând în minoritate și vorbitori de rusă (6,62%) și română (1,99%).